# Хачики
Хачи́ки (рос. Хачики, чув. Хачăк) — присілок у складі Чебоксарського району Чувашії, Росія. Входить до складу Ішлейського сільського поселення.
Населення — 205 осіб (2010; 183 у 2002).
Національний склад:
- чуваші — 99 %